# Open de Lyon Challenger 2024
L'Open de Lyon Challenger 2024 è stato un torneo maschile di tennis professionistico. È stata l'8ª edizione del torneo, facente parte della categoria Challenger 100 nell'ambito dell'ATP Challenger Tour 2024, con un montepremi di 120 000 €. Si è giocato dal 10 al 16 giugno 2024 sui campi in terra rossa del Tennis Club de Lyon di Lione, in Francia.

## Partecipanti

### Teste di serie
| Nazionalità | Giocatore            | Ranking* | Testa di serie |
| ----------- | -------------------- | -------- | -------------- |
| Francia     | Hugo Gaston          | 88       | 1              |
| Francia     | Alexandre Müller     | 90       | 2              |
| Francia     | Luca Van Assche      | 103      | 3              |
| Argentina   | Camilo Ugo Carabelli | 110      | 4              |
| Monaco      | Valentin Vacherot    | 116      | 5              |
| Francia     | Ugo Blanchet         | 160      | 6              |
| Francia     | Lucas Pouille        | 165      | 7              |
| Svizzera    | Alexander Ritschard  | 184      | 8              |

* Ranking al 27 maggio 2024.

### Altri partecipanti
I seguenti giocatori hanno ricevuto una wild card per il tabellone principale:
- Gabriel Debru
- Arthur Gea
- Maé Malige

I seguenti giocatori sono entrati in tabellone come alternate:
- Filip Cristian Jianu
- Tristan Lamasine
- Gauthier Onclin

I seguenti giocatori sono passati dalle qualificazioni:
- Javier Barranco Cosano
- Raphaël Collignon
- Nikoloz Basilašvili
- Federico Agustín Gómez
- Sebastian Fanselow
- Lucas Poullain

I seguenti giocatori sono entrati in tabellone come lucky loser:
- Mathias Bourgue
- David Jordá Sanchís
- Carlos Taberner

## Punti e montepremi
| Torneo    | Torneo              | V      | F     | SF    | QF    | 2T    | 1T    | Q | Q2  | Q1  |
| Singolare | Punti               | 100    | 50    | 25    | 14    | 7     | 0     | 4 | 2   | 0   |
| Singolare | Premi in denaro (€) | 16 020 | 9 415 | 5 555 | 3 240 | 1 900 | 1 160 | – | 580 | 290 |
| Doppio    | Punti               | 100    | 50    | 25    | 14    | –     | 0     | – | –   | –   |
| Doppio    | Premi in denaro (€) | 6 845  | 4 050 | 2 400 | 1 420 | –     | 800   | – | –   | –   |

## Campioni

### Singolare
Hugo Gaston ha sconfitto in finale  Alexandre Müller con il punteggio di 6–2, 1–6, 6–1.

### Doppio
Manuel Guinard /  Grégoire Jacq hanno sconfitto in finale  Markos Kalovelonis /  Vladyslav Orlov con il punteggio di 4–6, 6–3, [10–6].